# Villeneuve (compositeur)
Pour les articles homonymes, voir Villeneuve.
 (novembre 2023).
Si vous disposez d'ouvrages ou d'articles de référence ou si vous connaissez des sites web de qualité traitant du thème abordé ici, merci de compléter l'article en donnant les références utiles à sa vérifiabilité et en les liant à la section « Notes et références ».
Villeneuve, né Benoît de Villeneuve, est un compositeur français auteur de musique aux multiples influences. Il est aussi membre du groupe Team Ghost.

## Discographie

### Albums
- Graceland, ep de 7 titres, sorti en 2004 ;
- First date, album de 14 titres, sorti en 2005

Cet album est entièrement mixé sur un ordinateur PowerBook G4 Titanium d’Apple ;
Sa jaquette reprend l’affiche du film La Marge sorti en 1976 (avec Sylvia Kristel) ;
- Dry Marks of Memory, album de 10 titres, sorti en 2010 ;
- Now I am Alone before the Stars, album de 8 pistes instrumentales, sorti en 2022.

### Participations
- album Dead Cities, Red Seas & Lost Ghosts de M83 : compose 3 titres ;
- remix de Spinach girl pour Agoria et collaboration sur l’ep Stereolove ;
- quelques titres de Villeneuve sont présents sur la compilation Indétendances 24, édition 2005 ;
- collaboration avec Purple confusion sur Return to Nassau et avec M83 pour Look at Me sur la compilation Gooom tracks vol. 2 du label Gooom (voir aussi leur site) ;
- son remix  de Carrousel est présent sur la compilation So classic de PIAS